# Біловка (Курська область)
Біловка (рос. Беловка) — присілок в Фатезькому районі Курської області Російської Федерації.
Населення становить 29 осіб. Входить до складу муніципального утворення Великожировська сільрада.

## Історія
Населений пункт розташований на території українського етнічного та культурного краю Східна Слобожанщина.
Від 2004 року входить до складу муніципального утворення Великожировська сільрада.

## Населення
| 2002 | 2010 |
| ---- | ---- |
| 26   | ↗29  |